# Dedi Gusmawan
Dedi Gusmawan (sinh ngày 27 tháng 12 năm 1985) là một cầu thủ bóng đá người Indonesia hiện tại thi đấu cho Mitra Kukar ở Liga 1.

## Sự nghiệp quốc tế
Dedi có màn ra mắt cho Indonesia trong trận giao hữu trước Campuchia ngày 25 tháng 9 năm 2014, nơi anh ra sân từ ghế dự bị.

### Đội tuyển quốc gia
| Đội tuyển quốc gia Indonesia | Đội tuyển quốc gia Indonesia | Đội tuyển quốc gia Indonesia |
| Năm                          | Số trận                      | Bàn thắng                    |
| ---------------------------- | ---------------------------- | ---------------------------- |
| 2014                         | 1                            | 0                            |
| 2015                         | 0                            | 0                            |
| 2016                         | 1                            | 0                            |
| Tổng cộng                    | 2                            | 0                            |